# Keringési idő
A keringési idő az az intervallum, amely alatt egy adott égitest - műhold, űrállomás, űrszonda esetleg űrhajó - megkerüli azt a bolygót, amelynek vonzáskörében tartózkodik.

## Számítás
Kisebb test kering egy nagyobb test körül
Amikor egy kisebb test a nagyobb test körül cirkulárisan vagy elliptikusan kering, akkor így számítjuk ki a keringési időt:
{\displaystyle T=2\pi {\sqrt {\frac {a^{3}}{\mu }}}}
Jelmagyarázat:
- {\displaystyle a\,} : a keringési pálya fél nagytengelyének hossza
- {\displaystyle \mu =GM\,} : az alap gravitációs paraméter
- {\displaystyle G\,} : a newtoni gravitációs állandó
- {\displaystyle M\,} : a középponti (a nagyobbik) test tömege